# Anthony John Denison

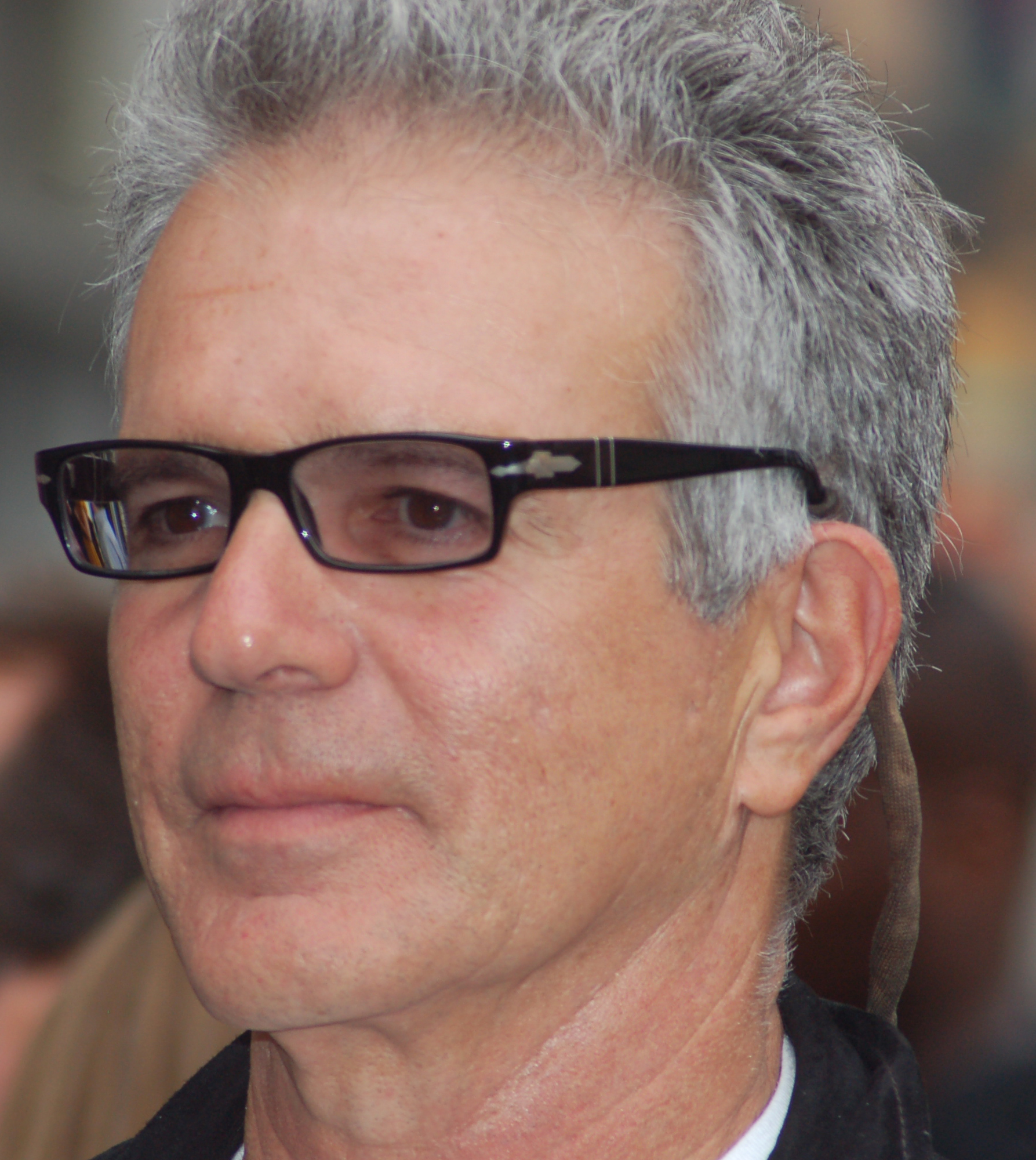
Anthony John Denison (2009)

Anthony John Denison (* 20. September 1949 in New York City, New York als Anthony John Sarrero), auch Tony Denison genannt, ist ein US-amerikanischer Schauspieler. Bekannt wurde er durch seine Rollen als Ray Luca in Michael Manns Crime Story und Andy Flynn in der Serie The Closer.

## Leben
Denison ist das erste von drei Kindern sizilianischer Eltern. Vor seiner Filmkarriere arbeitete er in verschiedenen Jobs und hatte vorübergehend eine eigene Baufirma. Außerdem hat er bis zum Bachelor an der State University of New York studiert. 1979 engagierte er sich für ein Laientheater und nahm den Nachnamen seiner Patentante, Denison, als Künstlernamen an. Denison war von 1986 bis 2008 mit der Schauspielerin Jennifer Evans verheiratet.

## Filmografie (Auswahl)

### Fernsehserien
- 1986–1988: Crime Story (28 Episoden)
- 1988–1989: Kampf gegen die Mafia (Wiseguy, 4 Episoden)
- 1991: Under Cover
- 1993–2001: Walker, Texas Ranger (2 Episoden)
- 1994: seaQuest DSV (eine Episode)
- 1996: Love and Marriage (5 Episoden)
- 1997: Melrose Place (10 Episoden)
- 1998: Charmed – Zauberhafte Hexen (Charmed, Episode 1x03)
- 1998: Vengeance Unlimited (eine Episode)
- 2001: Die einsamen Schützen (The Lone Gunman, eine Episode)
- 2002–2005: JAG – Im Auftrag der Ehre (JAG, 3 Episoden)
- 2003–2006: Playmakers  (12 Episoden)
- 2003: She Spies – Drei Ladies Undercover (eine Episode)
- 2003: The District – Einsatz in Washington (The District, eine Episode)
- 2006: Prison Break (5 Episoden)
- 2004: Emergency Room – Die Notaufnahme (ER, eine Episode)
- 2004: The D.A.  (2 Episoden)
- 2004: New York Cops – NYPD Blue (NYPD Blue, eine Episode)
- 2005: Cold Case – Kein Opfer ist je vergessen (Cold Case, eine Episode)
- 2005: O.C., California (The O.C., eine Episode)
- 2005: CSI: Den Tätern auf der Spur (CSI: Crime Scene Investigation, eine Episode)
- 2005: Criminal Minds (eine Episode)
- 2005–2012: The Closer (108 Episoden)
- 2006: Boston Legal (eine Episode)
- 2011: Castle (eine Episode)
- 2012–2018: Major Crimes
- 2013: Talent Watch (1 Episode)

### Filme
- 1981: Die Chaotenkneipe (Waitress!)
- 1988: Gesprengte Ketten – Die Rache der Gefangenen (Great Escape II: The Untold Story)
- 1989: Schmutziges Spiel (Full Exposure: The Sex Tapes Scandal)
- 1989: I Love You Perfect
- 1990: Little Vegas
- 1990: Spuren der Vergangenheit (The Girl Who Came Between Them)
- 1991: Stadt der Hoffnung (City of Hope)
- 1991: Das Kind des Satans (Child of Darkness, Child of Light)
- 1991: Before the Storm
- 1992: Lady Boss
- 1992: Blutige Ernte – The Harvest (The Harvest)
- 1992: Hass kennt kein Erbarmen (The Price She Paid)
- 1993: Amy Fisher – Tödliche Lolita (The Amy Fisher Story)
- 1993: Sex, Love and Cold Hard Crash
- 1993: Full Eclipse
- 1994: Men of War
- 1994: Allein gegen die Unterwelt (Getting Gotti, Fernsehfilm)
- 1994: Mörderische Tarnung (A Brilliant Disguise)
- 1994: Am Abgrund der Nacht (Criminal Passion)
- 1996: Die Rache des Kartells (For Wich He Stands)
- 1996: Schutzlos ausgeliefert (No One Could Protect Her)
- 1997: Mit harten Bandagen (Opposite Corners)
- 1997: Eine tödliche Blondine (The Corporate Ladder)
- 1999: Road Kill
- 1999: Surgeon General’s Warning (Kurzfilm)
- 2000: Letzte Ausfahrt Hollywood (The Last Producer)
- 2000: Looking for an Echo
- 2000: Skeleton Woman
- 2000: Das Mercury Projekt (Rocket’s Red Glare)
- 2001: Island Prey
- 2001: The Haunted Heart (Kurzfilm)
- 2001: Venomous
- 2002: Now You Know
- 2002: The Tower of Babble (Kurzfilm)
- 2003: Art of Revenge (Kurzfilm)
- 2003: Chasing Papi
- 2004: Wild Things 2
- 2005: Choker
- 2006: Karla
- 2006: Murder 101
- 2007: Dead Write
- 2008: Crash and Burn
- 2009: Signal Lost (Kurzfilm)
- 2010: Pizza Man
- 2011: Answers to Nothing
- 2012: Trattoria